# Baek Ji-young
Baek Ji-young (백지영?, Baek Ji-yeongLR; Seul, 25 marzo 1976) è una cantante sudcoreana.

## Carriera
Baek inizia la sua carriera nel 1999 con l'album Sorrow. Da questo fu estratto il singolo Choice, che al classico ritmo pop coreano univa il sound latino. Nell'aprile del 2000 segue il secondo album Rouge, che vende 360 000 copie. Subito dopo aver pubblicato l'album Tres, la cantante si prende una pausa dall'industria musicale coreana. Negli anni successivi, escono velocemente nuovi album: Smile (settembre 2003), Smile Again (2006), The Sixth Miracle (settembre 2007) e Sensibility (novembre 2008), mentre la cantante riceve vari premi per la sua attività.
Il 9 agosto 2009, Baek annuncia una collaborazione con il cantante Taecyeon dei 2PM per il singolo My Ear Candy, contenuto nel suo mini-album EGO, che esce il 14 agosto. Successivamente, la cantante collabora con Mighty Mouth per il singolo Will Love Come, uscito il 12 marzo 2010 insieme al video musicale. Quello stesso anno, Baek pubblica la sua prima compilation, Timeless: The Best. Con il successo del suo ottavo album Pitta nel 2011, i critici dell'industria musicale hanno trovato notevole che la cantante continuasse a piacere ai fan in un settore ormai dominato da band di adolescenti.
Baek ha anche partecipato a numerose colonne sonore per serie televisive, tra cui Don't Forget per Iris, Love Is Not a Crime per Ja-myeong-go, Love and Love per Arang sattojeon, Spring Rain per Guga-ui seo e That Woman per Secret Garden. Nel 2013 molte delle sue colonne sonore sono state raccolte nell'album Flash Back.
Dal 2012, è giudice e allenatrice per The Voice of Korea.

## Vita privata
Nel 2000, un sex tape con Baek e il suo manager di allora, Kim Shi-won, venne diffuso in internet. Il video era stato girato a sua insaputa, al fine di costringerla a cambiare il suo contratto mentre era all'apice della carriera. Il manager, che volò negli Stati Uniti, è attualmente rinchiuso nel carcere di Los Angeles per aver copulato con una minorenne e aver registrato il sex tape in questione. Lo scandalo portò Baek a ritirarsi dalla scena musicale per cinque anni, fino al 2006.
Baek sposò l'attore Jung Suk-won il 2 giugno 2013. La coppia aveva iniziato a frequentarsi nel 2011 ed era in attesa del primo figlio. Tuttavia, il 27 luglio, Baek, incinta di quattro mesi, perse il bambino a causa di un aborto spontaneo.

## Discografia

### Album in studio
- 1999 – Sorrow
- 2000 – Rouge
- 2001 – Tres
- 2003 – Smile
- 2006 – Smile Again
- 2007 – The Sixth Miracle
- 2008 – Sensibility
- 2011 – Pitta

### EP
- 2006 – Love Is Beautiful
- 2006 – Tomorrow (도전성공시대 '내일은 모델퀸')
- 2007 – Crush (con Jade Valerie)
- 2007 – No.1 Hitz : The Biggest Hits From Today's Supersta
- 2008 – Love Is... Lalala (con Yuri)
- 2008 – Gypsy Tears
- 2009 – EGO
- 2009 – Love Is Not a Crime (사랑이 죄인가요) (Ja-myeong go OST)
- 2009 – Don't Forget (잊지 말아요) (Iris OST)
- 2010 – That Woman (그 여자) (Secret Garden OST)
- 2011 – Again, I Love You Today (오늘도 사랑해) (Gongju-ui namja OST)
- 2011 – I Can't Drink (아이캔't 드링크) (Choego-ui sarang OST)
- 2012 – Good Boy
- 2012 – It Hurts Here (여기가 아파) (Cheon-ir-ui yaksok OST)
- 2012 – After a Long Time (한참 지나서) (Oktapbang wangseja OST)
- 2012 – Love and Love (사랑아 또 사랑아) (Arang sattojeon OST)
- 2013 – Spring Rain (봄비) (Guga-ui seo OST)
- 2013 – I'm Just Crying (울고만있어) (Good Doctor OST)
- 2014 – Fervor (불꽃) (Yeongnin OST)
- 2014 – Baek Ji Young – Still in Love
- 2014 – Baek Ji Young & Na Won Ju – Time; code Chapter I
- 2014 – Baek Ji Young – The Tailors OST
- 2014 – Wind Blows (바람아 불어라) (Sang-ui-won OST)
  - 2015: "Because Of You" (Hyde, Jekyll, Me OST)
  - 2016: Baek Ji Young – Stand By Me [Heaven OST]
  - 2016: Baek Ji Young – 약도 없대요
    - 2016: "So Goodbye" (Goodbye, Mr.Black OST)
      - 2016: "Love is Over" (Love in the Moonlight OST)
      - 2016:  Baek Ji Young – Garosugil At Dawn
      - 2016:  Baek Z Young, CHEETAH – Girl Crush
      - 2016: Baek Ji Young – Your Mind

### Raccolte
- 2002 – Best & Live New Release
- 2003 – Ultimate Edition
- 2010 – Timeless: The Best
- 2013 – Flash Back

### Album live
- 2001 – Live Concert